# Gustav Flohr
Gustav Flohr (* 12. November 1895 in Remscheid; † 18. Februar 1965 ebenda) war ein deutscher Politiker.

## Leben
Gustav Flohr war zunächst als Klempner und Schweißer und später auch im kaufmännischen Bereich tätig. Von 1914 bis 1918 diente er im Ersten Weltkrieg.
Seit 1910 war er Mitglied des Deutschen Metallarbeiter-Verbandes und der SPD. 1917 schloss sich Flohr zunächst der USPD an, mit deren linkem Flügel er 1920 zur KPD wechselte. Er war an der Niederschlagung des Kapp-Putsches beteiligt. Ab 1926 war er Stadtverordneter in Remscheid. Später leitete er die Ortsgruppe der Revolutionären Gewerkschaftsopposition. Er gehörte der Reichsleitung des Kampfbundes gegen den Faschismus an. 1932/1933 war er Mitglied des Reichstages. Nach der Machtübernahme durch die Nationalsozialisten wurde Gustav Flohr im März 1933 in sogenannte Schutzhaft genommen. Er war deshalb 1933/34 in den Konzentrationslagern Brauweiler, Börgermoor, Brandenburg, Lichtenburg und im Zentralgefängnis Halle inhaftiert. Nach einer Untersuchungshaftzeit im Gefängnis Ulmer Höh und in Düsseldorf-Derendorf wurde Flohr im April 1934 wegen verbotenen Waffenbesitzes zu acht Monaten Gefängnis verurteilt. Nach seiner Freilassung im Frühjahr 1935 emigrierte er im Juni 1936 auf Anordnung der KPD-Bezirksleitung in die Niederlande. Dort war er illegal für die KPD tätig.
Flohr kämpfte von 1936 bis zu einer Verwundung 1938 in den Internationalen Brigaden im Spanischen Bürgerkrieg. Er wurde nach Frankreich evakuiert und dort wegen öffentlicher Propaganda interniert. Später wurde er zur Zwangsarbeit am Atlantikwall herangezogen, aus der er 1943 floh. Flohr wurde Offizier der Résistance; zuletzt war er Operationsoffizier im Divisionsstab im Département Saône-et-Loire. 1945 kehrte er nach Deutschland zurück.
Von Mai bis November 1946 war Flohr Oberbürgermeister von Remscheid. Aus Protest gegen die Stalinisierung seiner Partei trat er 1948 aus der KPD aus. Er war zuletzt Betriebsratsvorsitzender der Diehl KG in Remscheid.